# Knoppix
Knoppix est une distribution GNU/Linux basée sur le système de paquets du système Debian GNU/Linux.

## Présentation

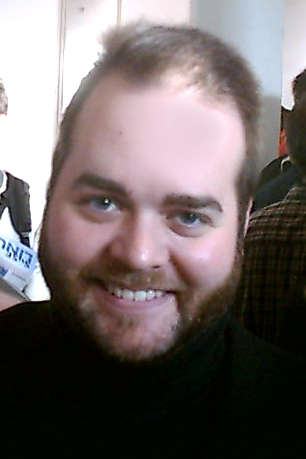
Klaus Knopper.

Klaus Knopper, son principal développeur dont elle tire son nom, l'a conçue pour être utilisable sans installation. Cette idée, d'abord introduite par l'un des modes d'utilisation de la distribution Slackware, est reprise ici pour la première fois sur une base Debian au cours de l'année 2000 et restera une pionnière notable de ce type de distribution.
Ce type d'utilisation se démocratise ensuite petit à petit avec de nombreuses distributions spécialisées, dont une partie non négligeable elle-même issue de Knoppix. Elle garde de ce statut de pivot quelques singularités, notamment :
- Une flexibilité notable permettant à l'utilisateur de réaliser son propre CD-ROM, contenant ses propres programmes et ses propres données, d'où une multitude de produits dérivés ;
- Une mise à niveau continue depuis sa création, avec l'inclusion régulière des dernières technologies disponibles (elle fut par exemple la première distribution à gérer entièrement les partitions NTFS en lecture comme en écriture) ;
- Une adaptabilité particulière, incarnée entre autres par la version ADRIANE[2] adaptée au handicap visuel.

### Utilisations
Knoppix est développé à l'origine pour une utilisation depuis un live CD, mais permet tout autant une installation « classique ».
Depuis sa création, les supports live se sont diversifiés et la distribution est aussi proposée en live DVD, et elle permet également depuis la session live de créer une installation sur d'autres supports amovibles (clé USB ou autres supports externes), supports qui seront à leur tour utilisables sans installation sur n'importe quel ordinateur compatible.

## Historique des versions
| Version | Date de release   | Commentaires |
| ------- | ----------------- | --- |
| 8.1.0   | septembre 2017    | |
| 7.7.0   | mars 2016         | Diffusée exclusivement avec le no 185 de Linux Magazine à l'occasion du CeBIT 2016 |
| 7.6.1   | 16 janvier 2016   | |
| 7.6.0   | 21 novembre 2015  | |
| 7.5.0   | mars 2015         | Diffusée exclusivement avec le no 173 de Linux Magazine à l'occasion du CeBIT 2015 |
| 7.4.2   | 28 septembre 2014 | |
| 7.4.1   | 15 septembre 2014 | |
| 7.4.0   | 1er août 2014     | |
| 7.3.0   | mars 2014         | Diffusée exclusivement avec le no 161 de Linux Magazine à l'occasion du CeBIT 2014 |
| 7.2.0   | 16 juin 2013      | Dernière version disponible sur CD |
| 7.1     | mars 2013         | Diffusée exclusivement avec le no 04/2013 de Linux-Magazin à l'occasion du CeBIT 2013                                                                                                   |
| 7.0.5   | 21 décembre 2012  | |
| 7.0.4   | 20 août 2012      | |
| 7.0.3   | 25 juin 2012      | LXDE, disponible sur CD ou DVD |
| 7.0.2   | 30 mai 2012       | |
| 7.0.1   | 24 mai 2012       | |
| 7.0     | mars 2012         | Diffusée exclusivement avec le no 137 de Linux Magazine à l'occasion du CeBIT 2012 |
| 6.7.1   | 14 septembre 2011 | |
| 6.7.0   | 1er août 2011     | |
| 6.5     | mars 2011         | Diffusée exclusivement avec le no 125 de Linux Magazine à l'occasion du CeBIT 2011 |
| 6.4.4   | 30 janvier 2011   | |
| 6.3     | mars 2010         | Diffusée exclusivement avec le no 113 de Linux Magazine à l'occasion du CeBIT 2010 |
| 6.2.1   | 31 janvier 2010   | |
| 6.2     | 18 novembre 2009  | LXDE, démarrage sur ADRIANE par défaut |
| 6.1     | mars 2009         | Diffusée exclusivement avec le no 6/09 de c't à l'occasion du CeBIT 2009 |
| 6.0.1   | 8 février 2009    | |
| 6.0     | 27 janvier 2009   | LXDE, démarrage sur ADRIANE par défaut, OpenOffice 3.0.1 |
| 5.3.1   | 26 mars 2008      | |
| 5.3     | mars 2008         | Linux 2.6.24, KDE 3.5.8 avec Compiz Fusion, OpenOffice 2.3.1, ADRIANE et Orca pour les personnes mal-voyantes. Diffusée exclusivement avec le no 6/08 de c't à l'occasion du CeBIT 2008 |
| 5.2     | mars 2007         | Diffusée exclusivement avec le no 7/07 de c't à l'occasion du CeBIT 2007 |
| 5.1.1   | 4 janvier 2007    | Mises à jour (iceweasel, icedove, etc.) et correction de bugs |
| 5.1     | 30 décembre 2006  | Linux 2.6.19.1, FUSE 2.6.1, NTFS-3G, KDE 3.5.5, intégration de Beryl et Emerald, OpenOffice 2.1                                                                                         |
| 5.0.1   | 1er juin 2006     | Linux 2.6.17, X.Org 7.0, KDE 3.5.2, GNOME 2.12, OpenOffice 2.0.2, amélioration des écritures NTFS                                                                                       |
| 5.0     | mars 2006         | Diffusée exclusivement lors du CeBIT 2006 |
| 4.0.2   | 23 septembre 2005 | |
| 4.0(.1) | 16 août 2005      | Apparition du support DVD, KDE 3.4.1, OpenOffice 2 (bêta), GNOME 2.8.1 |
| 3.9     | 27 mai 2005       | Mises à jour mineures et correction de bugs |
| 3.8.2   | 5 mai 2005        | Linux 2.6.11, MadWifi, OpenOffice 1.1.4, amélioration des scripts |
| 3.8.1   | 8 avril 2005      | |
| 3.8     | mars 2005         | Diffusée exclusivement lors du CeBIT 2005 |
| 3.7     | 8 décembre 2004   | KDE 3.3.1, Linux 2.6.9 |
| 3.6     | 16 août 2004      | KDE 3.2.3, Linux 2.6.7 |
| 3.5     | juin 2004         | Diffusée exclusivement lors du LinuxTag (en) 2004 |
| 3.4     | 4 mai 2004        | Première version à intégrer le noyau 2.6 |
| 3.3     | 22 septembre 2003 | |
| 3.2     | 26 février 2003   | Diffusée initialement lors du CeBIT 2003 |
| 3.1     | 29 juillet 2002   | |
| 3.0     | 16 mai 2002       | |
| 2.2     | 22 mars 2002      | |
| 2.1     | 2 septembre 2001  | |

## Knoppix Linux Azur
Pour les articles homonymes, voir KLA.
Kaella (Knoppix Linux Azur ou KLA) est une francisation et adaptation de la Knoppix. Elle a été créée en 2004 par Yann Cochard, qui l'a maintenue jusqu'en 2007.
Elle a été distribuée par des magazines à plusieurs occasions :
- en février 2005 dans le magazine Linux Planète n°34, au format CD ;
- en janvier 2006 dans le magazine Linux Pratique n°33, au format CD, version 2.1 ;
- en janvier 2007 dans le magazine Linux Pratique n°39, au format CD, version 3.0 ;
- en décembre 2007 dans le magazine Linux+, au format DVD, version 3.2.

Elle a également été distribuée :
- en 2005, dans un projet de l'Adullact, pour créer un CD e-mairie.fr à destination des collectivités.
- en mai 2005 avec le livre de Gérard Delafond, Linux pour tous avec Kaella.
- en septembre 2005, dans le pack de 2 CD distribué à tous les élèves des lycées d'Auvergne.